# 대한민국 형사소송법 제41조
대한민국 형사소송법 제41조는 재판서의 서명 등에 대한 형사소송법의 조문이다.

## 조문
제41조(재판서의 서명 등) ① 재판서에는 재판한 법관이 서명날인하여야 한다.
②재판장이 서명날인할 수 없는 때에는 다른 법관이 그 사유를 부기하고 서명날인하여야 하며 다른 법관이 서명날인할 수 없는 때에는 재판장이 그 사유를 부기하고 서명날인하여야 한다.
③판결서 기타 대법원규칙이 정하는 재판서를 제외한 재판서에 대하여는 제1항 및 제2항의 서명날인에 갈음하여 기명날인할 수 있다. <신설 1995.12.29>

第41條(裁判書의 署名 等) ① 裁判書에는 裁判한 法官이 署名捺印하여야 한다.
②裁判長이 署名捺印할 수 없는 때에는 다른 法官이 그 事由를 附記하고 署名捺印하여야 하며 다른 法官이 署名捺印할 수 없는 때에는 裁判長이 그 事由를 附記하고 署名捺印하여야 한다.
③判決書 기타 大法院規則이 정하는 裁判書를 제외한 裁判書에 대하여는 第1項 및 第2項의 署名捺印에 갈음하여 記名捺印할 수 있다. <新設 1995.12.29.>

## 참조조문
형사소송규칙 제25조의2(기명날인할 수 없는 재판서) 법 제41조제3항에 따라 서명날인에 갈음하여 기명날인할 수 없는 재판서는 판결과 각종 영장(감정유치장 및 감정처분허가장을 포함한다)을 말한다.[본조신설 2007.10.29.]

## 참고 문헌
- 손동권 신이철, 새로운 형사소송법(초판, 2013), 세창, 2013. ISBN 9788984114081
- 신이철, 신형사소송법의 쟁점(2011)(개정판 7판), 유스티니아누스, 2010. ISBN 9788959460205